# Consultation australienne sur la légalisation du mariage homosexuel
Une consultation sur la légalisation du mariage homosexuel  s’est déroulée par vote postal du 12 septembre au 7 novembre 2017 en Australie. Les résultats officiels publiés le 15 novembre donnent le « oui » gagnant à plus de 60 %. Légalement non contraignants, les résultats de cette consultation sont suivis d'un vote au Parlement australien sans consigne de vote donnée par les principaux partis. Si l'organisation du vote en lui-même soulève la polémique depuis plusieurs années dans la vie politique australienne, un vote favorable des parlementaires entérinant le résultat de la consultation est alors considéré comme très probable. Le 7 décembre suivant, en effet, ces derniers votent la légalisation. 

## Historique
La légalisation du mariage homosexuel devient un thème de campagne lors des élections fédérales australiennes de 2016. Le Parti libéral mené par le Premier Ministre en exercice Malcolm Turnbull s'oppose à un vote par voie parlementaire afin de ne pas s'aliéner la partie de son électorat la plus à droite, faisant ainsi respecter à ses députés une consigne de vote lors des projets de loi déposé sur ce sujet par des élus membres de l'opposition ou indépendants. Le Parti travailliste mené par Bill Shorten s'annonce au contraire favorable à une telle évolution du cadre législatif du mariage. Turnbull promet alors qu'en cas de réélection, il soumettra la question à un plébiscite dont le résultat sera légalement contraignant. Les Travaillistes dénoncent pour leur part le coût de l'organisation d'un tel scrutin, qu'ils jugent élevé, d'autant plus qu'un texte de ce genre serait adopté si le parti libéral autorisait simplement ses élus à procéder à un vote de conscience sans consigne partisane, un nombre suffisant d'entre eux s'étant prononcé en faveur du mariage homosexuel. L'objet de la campagne se focalise ainsi sur les modalités d'une éventuelle légalisation davantage que sur la légalisation elle-même. Lors des élections du 2 juillet, la coalition menée par le parti libéral l'emporte d'une très courte majorité, avec 76 sièges sur 150 à la Chambre des représentants d'Australie, et 30 sièges sur 76 au Sénat australien.
Cette faible avance conduit à l'échec du projet d'un plébiscite organisé via des bureaux de vote et au résultat légalement contraignant. Il passe à la chambre basse par 76 voix contre 67 le 20 octobre 2016 mais est rejeté une première fois à la chambre haute le 7 novembre par 33 voix contre 29, puis lors d'un second passage le 9 août par une égalité des voix non décisive.
Devant l'échec du projet, il est ainsi décidé de faire recours à un plébiscite par voie postale sans vote obligatoire, ni obligation pour le gouvernement de se conformer au résultat, une consultation de ce type ne nécessitant pas de mise au vote aux deux chambres.
Le résultat, légalement non contraignant, doit s'il est positif être suivi d'un vote des députés au parlement australien sans consigne de vote de leurs partis. 

### Processus et calendrier
| Dates        | étapes                                                                                      |
| ------------ | ------------------------------------------------------------------------------------------- |
| 24 août      | Date limite pour s'inscrire sur les listes électorales afin de recevoir le courrier de vote |
| 12 septembre | Début d'envoi des courriers de vote aux électeurs                                           |
| 7 novembre   | Date limite pour l'envoi des bulletins de vote remplis                                      |
| 15 novembre  | Annonce des résultats                                                                       |

## Question posée

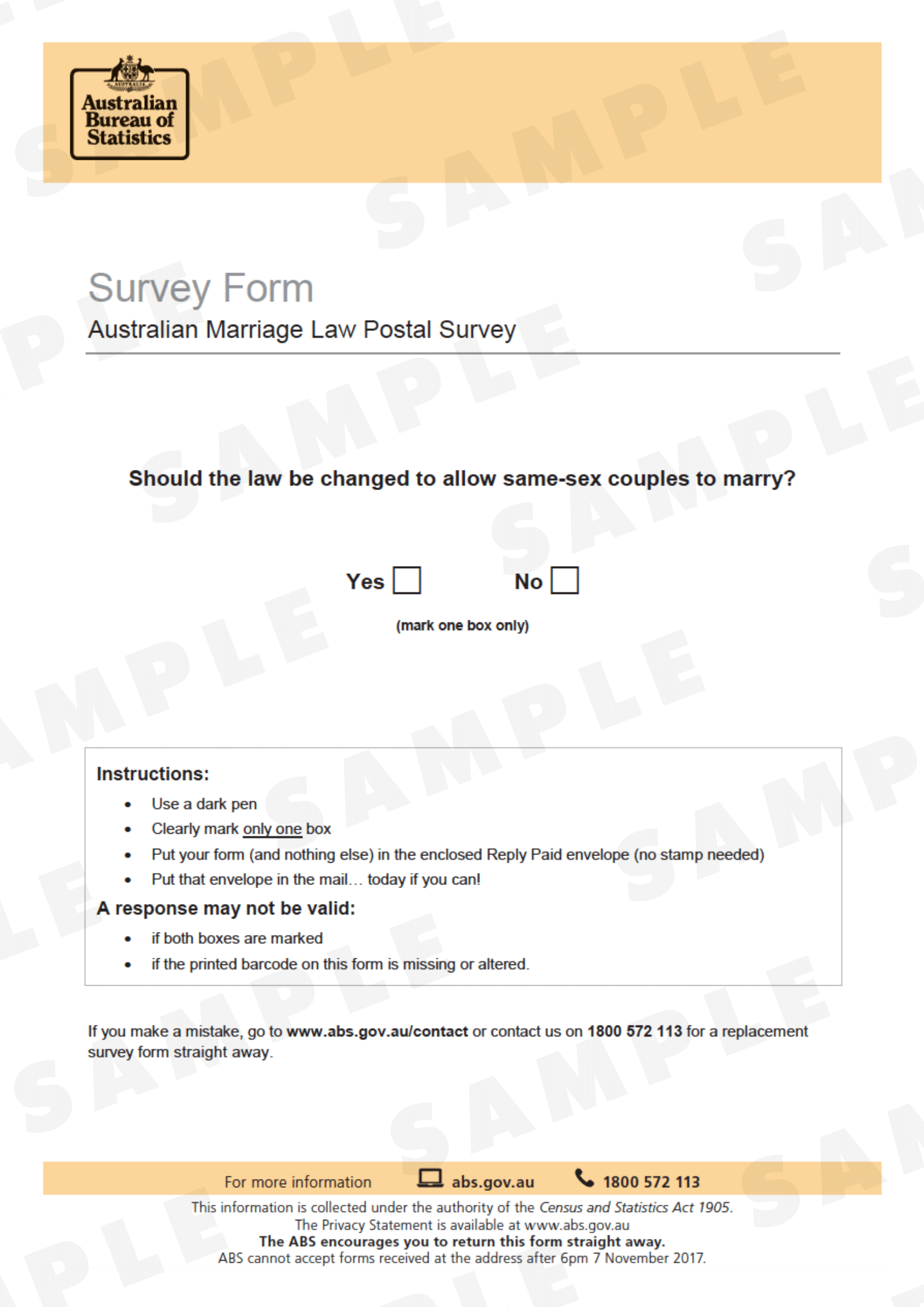
Bulletin de vote

Les électeurs sont amenés à répondre à la question suivante :
« Should the law be changed to allow same-sex couples to marry? »
c'est-à-dire en français :
« La loi doit-elle être amendée afin d'autoriser les couples de même sexe à se marier ? »

## Sondages
| Date                       | Sondeur          | Oui    | Non    | NSP    | Taille d'échantillon |
| -------------------------- | ---------------- | ------ | ------ | ------ | -------------------- |
| 22–25 septembre 2017       | Essential,       | 58 %   | 33 %   | 9 %    | 1803                 |
| 21–24 septembre 2017       | Newspoll         | 57 %   | 34 %   | 9 %    | 1695                 |
| 15–18 septembre 2017       | Essential,       | 55 %   | 34 %   | 11 %   | 1808                 |
| 14–18 septembre 2017       | YouGov,          | 59 %   | 33 %   | 9 %    | 1056                 |
| 6–9 septembre 2017         | Ipsos            | 45,5 % | 19,5 % | 35 %   | 1400                 |
| 28 août – 6 septembre 2017 | Newgate Research | 58,4 % | 31,4 % | 10,2 % | 800                  |
| 1–4 septembre 2017         | Essential,       | 59 %   | 31 %   | 11 %   | 1784                 |
| 17–22 août 2017            | Essential,       | 57 %   | 32 %   | 11 %   | 1817                 |
| 17–21 août 2017            | YouGov           | 59 %   | 33 %   | 8 %    | 1012                 |
| 17–20 août 2017            | Newspoll,        | 63 %   | 30 %   | 7 %    | 1675                 |

## Résultats
Les résultats sont divulgués le 15 novembre. D'après le Bureau australien des statistiques, 12,7 millions de personnes ont répondu, soit près de 80 % des inscrits, et ce malgré un vote non obligatoire contrairement aux scrutins australiens ordinaires.

### Résultats nationaux
| Pour                      | 7 817 247  | 61,60 |  |  |
| Contre                    | 4 873 987  | 38,40 |  |  |
|                           |            |       |  |  |
| Votes valides             | 12 691 324 | 99,71 |  |  |
| Votes blancs et invalides | 36 686     | 0,29  |  |  |
| Total                     | 12 727 920 | 100   |  |  |
| Abstention                | 3 278 260  | 20,48 |  |  |
| Inscrits/Participation    | 16 006 180 | 79,52 |  |  |

| Votes Pour (61,60 %) |  |  | Votes Contre (38,40 %) |
| ▲                    |  |  |                        |
| Majorité absolue     |  |  |                        |

### Résultats par États et territoires
| Etats / territoires                    | Oui       | Oui  | Non       | Non  | Votes invalides |
| Etats / territoires                    | Voix      | %    | voix      | %    | Votes invalides |
| -------------------------------------- | --------- | ---- | --------- | ---- | --------------- |
| Nouvelle-Galles du Sud                 | 2 374 362 | 57,8 | 1 736 838 | 42,2 | 11 036          |
| Victoria                               | 2 145 629 | 64,9 | 1 161 098 | 35,1 | 11 028          |
| Queensland                             | 1 487 060 | 60,7 | 961 015   | 39,3 | 7 088           |
| Australie-Occidentale                  | 801 575   | 63,7 | 455 924   | 36,3 | 3 188           |
| Australie-Méridionale                  | 592 528   | 62,5 | 356 247   | 37,5 | 2 778           |
| Tasmanie                               | 191 948   | 63,6 | 109 655   | 36,4 | 805             |
| Territoire de la capitale australienne | 175 459   | 74,0 | 61 520    | 26,0 | 534             |
| Territoire du Nord                     | 48 686    | 60,6 | 31 690    | 39,4 | 229             |
|                                        |           |      |           |      |                 |
| Total                                  | 7 817 247 | 61,6 | 4 873 987 | 38,4 | 36 686          |

### Galerie

Résultats par circonscriptions et états/territoires
Taux de participation par circonscriptions et états/territoires
Résultats par circonscription électorale

## Analyses

### Sur-représentation du «non» chez les minorités
Les résultats du scrutin révèlent une opposition plus particulièrement marquée dans les circonscriptions à forte population d'origine étrangère, dont les cultures sont plus fortement conservatrices , estime le Sydney Morning Herald.
Selon Zakia Hossain, démographe à l'université de Sydney, pour beaucoup d'immigrés, le concept même de la consultation sur une telle question pourrait avoir été inconcevable. « Les études nous montrent que les migrants de la première génération sont plus conservateurs et essaient de retenir leur valeurs religieuses et traditionnelles ». Ainsi, dans la partie ouest de Sydney, les trois quarts des circonscriptions de Blaxland and Watson ont voté « non », contre moins de 40 % au niveau national. De même, les seules circonscriptions de l'État de Victoria à l'avoir fait sont celles de Calwell and Bruce. Ces circonscriptions ont pour point commun leur part d'électeurs d'origine étrangère, notamment chinoise, libanaises, et irakiennes, ayant dépassés en nombre ceux nés de parents australiens, 72 % ayant leurs deux parents nés à l'étranger, tandis que la part de musulmans s'élève à 30 % et 23 % à Blaxland et Watson respectivement, soit plus de 10 fois la moyenne nationale de 2,6 %. 
Selon l'ex-président de la Fédération australienne des conseils islamiques, Keysar Trad, les résultats dans la circonscription de Blaxland lui donnent « chaud au cœur », ajoutant « Je pense que les deux clergés, chrétiens et musulmans, ont accompli leur rôle en éduquant leurs paroissiens sur les ramifications d'un vote positif. Il est bien possible que cette circonscription ait été la mieux informée du pays sur le plébiscite ».
Dans la circonscription de Calwell, située à la périphérie de Melbourne, les communautés immigrées religieuses auraient joué un rôle dans le score très élevé du « non », 56,8 % des votants ayant donné un avis défavorable. La part des catholiques à Calwell est 12 % plus élevée que la moyenne de l'État avec 34 %, tandis que celle des musulmans est six fois plus élevée que la moyenne avec 17,7 %. Selon le prêtre et chef communautaire Bernard Amah le résultat dans cette circonscription, le plus élevé de l'État de Victoria, est une « grande nouvelle ». « Les chefs musulmans et moi même en avons parlé autant que nous l'avons pu. Beaucoup de gens ici pensent que le mariage homosexuel est contre nature. Si certains vivent leur vie ainsi, je n'ai pas de problèmes contre, mais ça ne doit pas entrer dans la loi ».

## Conséquences
Dès avant le scrutin, le gouvernement s'engage, en cas de réponse positive, à soumettre au vote un projet de loi non partisan avant la fin de l'année parlementaire, soit le 7 décembre 2017. À l'annonce des résultats, le Premier ministre Turnbull réitère cet engagement. Peu après, le sénateur libéral Dean Smith, qui avait été le premier parlementaire de son parti à avoir effectué son coming out, soumet au Sénat un projet de loi (en) amendant les lois australiennes sur le mariage. Il y est approuvé en troisième lecture et passe à la chambre, qui l'approuve le 7 décembre 2017. La prise d'effet du mariage homosexuel en Australie a lieu deux jours plus tard, le 9 décembre 2017.

## Note
1. ↑  Le terme anglais de plebiscite est utilisé par la plupart des médias anglophones[1] bien que le terme officiel soit le mot anglais survey, un plebiscite ayant en Australie une définition légale précise qui n'est pas celle qui a été mise en œuvre ici, faute d'une majorité du Parti libéral au Sénat. Par contre, le terme de sondage est inadapté en ce cas car les sondages portent généralement sur un seul échantillon représentatif et non sur l'ensemble du corps électoral.